# Арнаутов, Андрей
Андрей Арнау́тов (в США известный как Эндрю Валентайн, англ. Andrew Valentine) — американский и украинский джазовый исполнитель, композитор, музыкальный продюсер; один из самых известных джазовых музыкантов Украины.

## Биография
Андрей Арнаутов родился 27 августа 1967 года в Ростове-на-Дону. В 1983 году поступил в Ростовское училище искусств на джазовое отделение по классу бас-гитары и контрабаса. В 1986 году по окончании третьего курса перешёл в Московское музыкальное училище имени Гнесиных, где продолжил обучение по классу контрабаса. Во время учёбы в Москве он создал собственную группу «Транзит», с которой выступал на различных джазовых фестивалях.
Ещё совсем юному Андрею Арнаутову, принимавшему участие в разных джем-сейшнах на территории СССР, довелось играть на одной сцене с такими легендами джаза, как Пэт Метини, Диззи Гиллеспи и Пол Хорн.
В 1990 году А. Арнаутов переехал в США. Там он получил стипендию в одном из наиболее престижный учебных заведений мира — Музыкальном Колледже Беркли (Бостон, США). Во время обучения в Беркли Андрей периодически играл с трубачем Роем Харгроувом, виброфонистом Виктором Мендозой (англ. Victor Mendoza). Здесь он создал свой авторський проект «Common Ground» вместе с Михаилом и Алексеем Цыгановими. А позже ему, уже известному там как Andrew Valentine, довелось сотрудничать с легендарным трубачом, автором бессмертного хита «Jamaica Funk», Томом Брауном. Андрей Арнаутов многократно был сайдменом у таких звезд джаза, как Хэнк Джонс, Арчи Шепп, Чарли Бёрд, Кенвуд Денард (англ. Kenwood Dennard). Выступал в одной концертной программе с легендарными блюзменами Бадди Гаем и Би Би Кингом, а также с легендарным басистом Стэнли Кларком В 1993 году А. Арнаутов переехал в Уинстон-Сейлем (Северная Каролина, США), где сотрудничал с пианистом Кеном Роудсом и записал с ним совместный альбом «Noble cause».

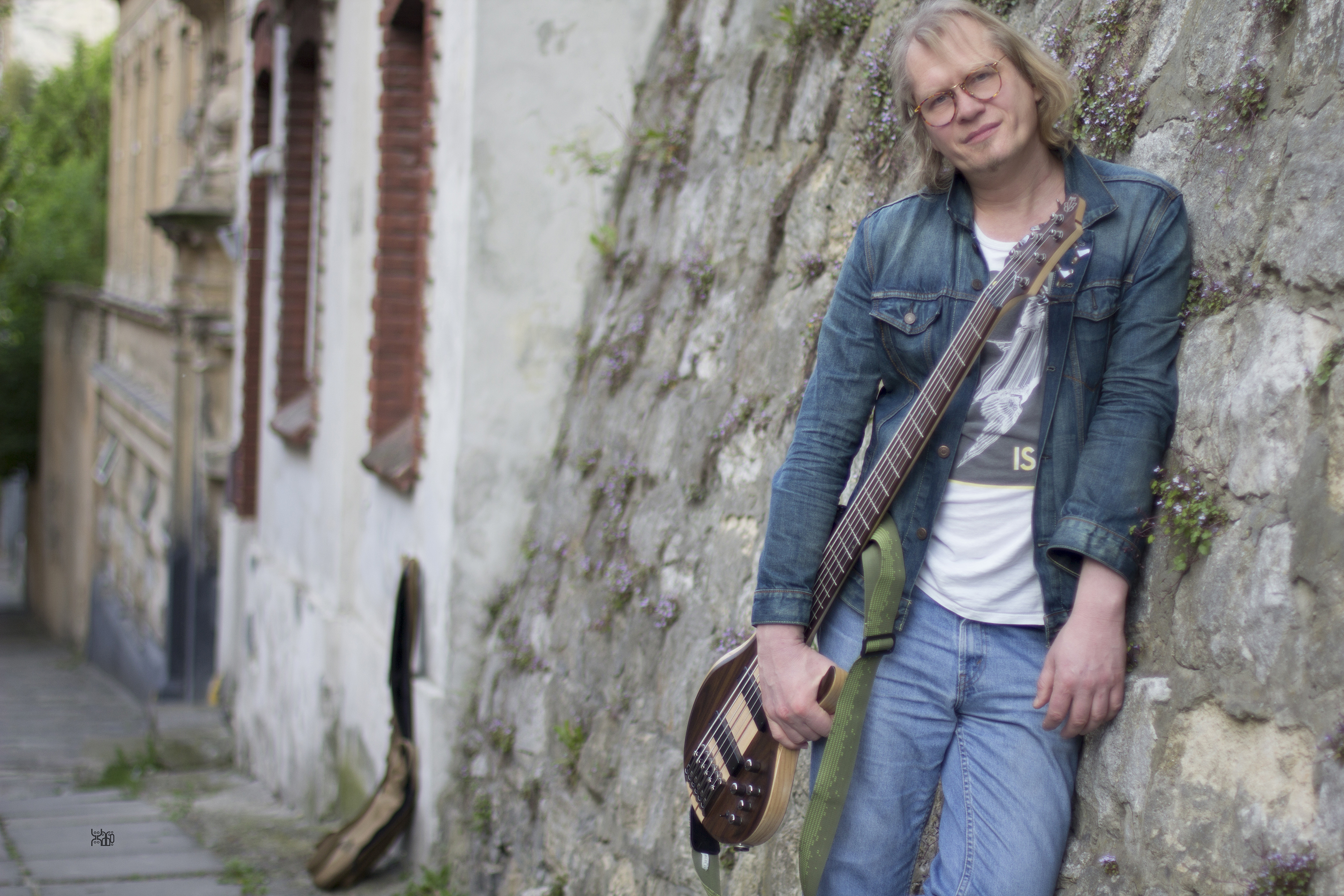
Андрей Арнаутов (Львов, 2016)

А. Арнаутова всегда интересовала афрокубинская музыка, одним из его учителей в Беркли был легендарный латин-джазовый басист Оскар Стагнаро (англ. Oscar Stagnaro). Живя в городе Уинстон-Сейлем, Андрей создал первый в городе сальса-бенд West End Mambo, который и по сей день успешно ведет концертную деятельность, но уже в другом составе.
Андрей Арнаутов регулярно принимал участие в латин-джем-сейшнах с известными в том стиле исполнителями, среди них перкуссионист Рэй Барретто и барабанщик Бобби Санабриа.
После переезда в 2002 году на Украину Андрей Арнаутов сосредоточился на создании своих авторских проектов.
В 2004 году он преподавал музыку на Ямайке, где, сотрудничая с директором Института Боба Марли Эстором Блэком, составлял музыкальную учебную программу.

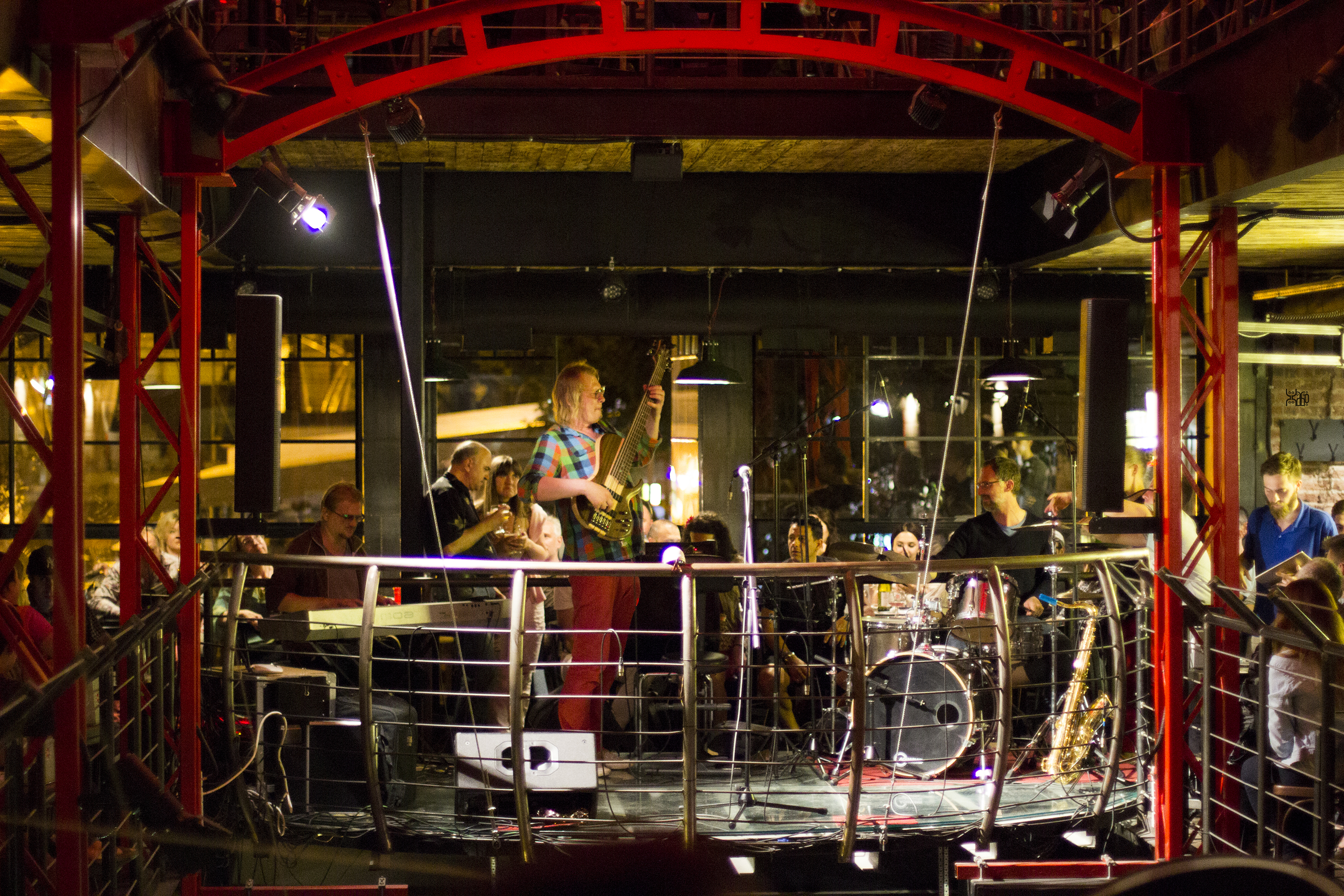
Слева направо: David Siegel — клавишные, Андрей Арнаутов — бас, Mark Walker — ударные (Львов, 2016)

В 2005 году он был одним из организаторов фестиваля «Джаз Коктебель», на котором успешно выступил его проект «Валентайн-квартет», в состав которого вошёл трубач Лью Солофф — тогда ещё живая легенда джаза.
Также Андрей сотрудничал с пианистом Сонни Роллинза Марком Соскиным: сыграв вместе серию концертов, они записали альбом, в который вошла авторская музыка А. Арнаутова.
С 2013 года Андрей Арнаутов частично живёт на Украине, а частично — в США.
В 2013 году принимает участие в записи саундтрека к исторической драме «Поводырь», также исполняя роль контрабасиста в фильме.
Андрей Арнаутов — лидер нескольких авторских коллективов («Pax Fractal», «Triangular Matrix» и др.).
Он принимает участие в различных музыкальных и других творческих проектах, сотрудничает с украинскими и зарубежными музыкантами, является участником и соорганизатором фестивалей, гастролирует и занимается продюсерской деятельностью (детально см. в Ссылках).

## Дискография
1994 — Ken Rhodes Trio «Noble Cause»
2000 — Clare Fader «The Elephant’s Baby»
2000 — Greg Hyslop «Greg Hyslop Trio» (with Andrew Valentine on bass in «How insensitive»)
2006 — Andrew Valentine «Compiled over the years»
2008 — Alex Fantaev, Andrew Arnautov, Mark Soskin, Dmitry «Bobeen» Alexandrov «SkhidSide meets Mark Soskin»
2008 — «Compilation: Bass Kolo»
2013 — Andrew Arnautov «Manifestations»
2016 — Andrew Arnautov «Мышь» (single)